# Ichneumon cyanimontis
Ichneumon cyanimontis är en stekelart som beskrevs av Heinrich 1978. Ichneumon cyanimontis ingår i släktet Ichneumon och familjen brokparasitsteklar. Inga underarter finns listade i Catalogue of Life.